# Neochori (Samos)
Das Dorf Neochori (griechisch Νεοχώρι (n. sg.) ‚Neues Dorf‘ lokal auch Nichori oder Nichoraki) liegt im Süden der griechischen Insel Samos in 260 m Höhe. Nachbardörfer sind Skoureika 2 km südlich und Koumeika 2 km westlich.
Trotz des Namens ist Neochori eines der ältesten Dörfer der Insel und wurde bereits 1702 vom französischen Forschungsreisenden Tournefort erwähnt. Neochori ist ein landwirtschaftlich geprägter Ort, das Haupteinkommen der Einwohner liegt in der Erzeugung von Olivenöl.
Mit der Umsetzung der Gemeindereform nach dem Kapodistrias-Programm im Jahr 1997 erfolgte die Eingliederung von Neochori in die Gemeinde Marathokambos. Nach dem Zusammenschluss der ehemaligen Gemeinden der Insel nach der Verwaltungsreform 2010 zur Gemeinde Samos (Δήμος Σάμου Dímos Sámou), zählt Neochori durch die Korrektur 2019 in zwei Gemeinden zur Gemeinde Dytiki Samos.
Einwohnerentwicklung von Neochori
| 1913 | 1920 | 1928 | 1940 | 1951 | 1961 | 1971 | 1981 | 1991 | 2001 | 2011 |
| ---- | ---- | ---- | ---- | ---- | ---- | ---- | ---- | ---- | ---- | ---- |
| 349  | 321  | 270  | 254  | 197  | 171  | 127  | 132  | 128  | 84   | 62   |